# Marcelo Torres
Luis Marcelo Torres (Temperley, 6 novembre 1997) è un calciatore argentino, attaccante del Gimnasia (LP).

## Carriera

### Club
È cresciuto nelle giovanili del Boca Juniors; nel 2017 passa in prestito al Talleres (C), con cui esordisce nella prima divisione argentina.

### Nazionale
Nel 2017 partecipa con la nazionale Under-20 argentina al campionato sudamericano ed al campionato mondiale, disputando rispettivamente 7 e 3 match.